# كتاب المعارف
كِتَابُ اَلْمَعَارِف وَأَخْبَارُ اَلْخَلَايِق هو مُؤلَّفٌ جامعٌ وضعهُ ابن قُتيبة الدِّينَوَرِيُّ خلال العصر العبَّاسي الثاني الشهير بِـ«عصر الحرس التُركي» أو «عصر نُفُوذ الأتراك». تناول فيه الكاتب مواضيع مُختلفة مُستطردًا في كُلٍّ منها. ويقول الدكتور ثروت عُكاشة، مُحقِّق هذا العمل الأدبيّ، في الطبعة الثانية للهيئة المصريَّة العامَّة لِلكتاب، أنَّ مردّ هذا الأسلوب الجامع لِموضُوعاتٍ مُختلفة، هو اتساع النقل إلى العربيَّة «فَلَقَدْ تُرْجِمَتْ فِي ذَلِكَ اَلْعَصْرِ، اَلَّذِي أَظَلَّ اِبْنَ قُتَيْبَة، كَثْرَةٌ مِنْ اَلْكُتُبِ عَنْ اَللُّغَاتِ اَلْأُخْرَى اَلَّتِي كَانَ لَهَا أَثَرُهَا لَا شَك فِي ظُهُورِ مَنَاهِجَ جَدِيدَةٍ فِي اَلتَّأْلِيفِ، كَانَ مِنْهَا هَذَا اَلْمَنْهَج اَلْجَامِع اَلَّذِي انْتَهَجَهُ اِبْنْ قُتَيْبَة كَمَا انْتَهَجَهُ غَيْرهُ مِنْ مُؤَلِّفِي ذَلِكَ اَلْعَصْرِ، كَالْجَاحِظِ، وَابْنُ عَبْدِ رَبُّهْ».